# 白木利幸
白木利幸（しらき　としゆき、1963年-　）は、巡礼研究家。
大阪府生まれ。1985年種智院大学卒業。密教図像学会職員。NHK京阪文化センターおよび神戸新聞文化センター講師。現在は大分県でタクシー乗務員をしている。

## 著書
- 『巡礼・参拝用語辞典』朱鷺書房 1994
  - 『こころを癒す巡礼・参拝用語事典』小学館ライブラリー 2000
- 『七福神巡拝』朱鷺書房 1995
- 『九州八十八所巡礼』九州八十八ヵ所霊場会編 朱鷺書房 1997
- 『武蔵野三十三所観音巡礼』武蔵野観音霊場会編 朱鷺書房 2004
- 『四国遍路道弘法大師伝説を巡る』溝縁ひろし写真 淡交社 2014

### 共著・監修
- 『関西御利益の寺社』頼富本宏共著 朱鷺書房 1993
- 『西国三十三所観音巡礼の本 日本最古の霊場1000年の聖域を歩く』監修 学習研究社 New sight mook エソテリカ別冊 2008

## 論文
- Cinii

## 注
1. ↑  『四国遍路道』著者紹介